# Erebia trentae
Erebia trentae är en fjärilsart som beskrevs av Zdravko Lorkovic 1952. Erebia trentae ingår i släktet Erebia och familjen praktfjärilar. Inga underarter finns listade i Catalogue of Life.